# 布尼夫
49°53′21″N 23°15′50″E / 49.88917°N 23.26389°E

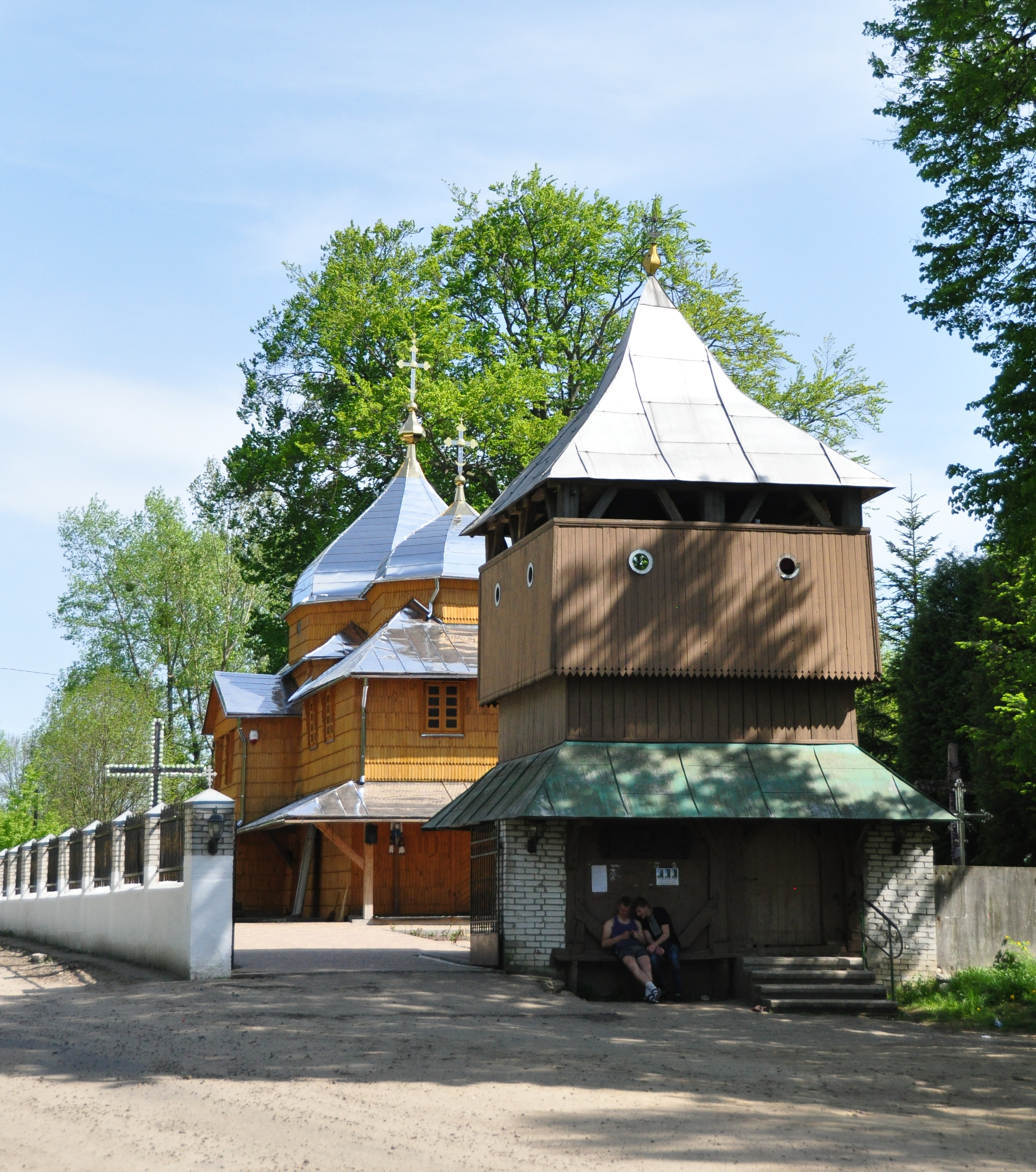

布尼夫（烏克蘭語：Бунів），是烏克蘭的村落，位於該國西部利沃夫州，由亞沃里夫區負責管轄，始建於1320年，面積2.13平方公里，海拔高度250米，2001年該村落人口795。